# جوي بلتران
خوسيه فيليبي بلتران (بالإنجليزية: José Felipe Beltran؛ مواليد 9 ديسمبر 1981) هو ملاكم عاري الأيادي ومُقاتل فنون قتالية مختلطة أمريكي.

## وصلات خارجية
- جوي بلتران على موقع بوكس ريك (الإنجليزية) (registration required)
- جوي بلتران على موقع بيلاتور (الإنجليزية)
- جوي بلتران على موقع شيردوغ (الإنجليزية)
- جوي بلتران على موقع IMDb (الإنجليزية)